# Arthur Janov
Arthur "Art" Janov, född 21 augusti 1924 i Los Angeles, död 1 oktober 2017 i Malibu i Kalifornien, var en amerikansk psykolog och psykoterapeut som på 1970-talet grundade primalterapin. Teorin bakom primalterapin är att alla psykiska störningar beror på bortträngning av upplevelser i barndomen och att botemedlet är att häva bortträngningen. Till skillnad från psykoanalytikerna och andra psykoterapeuter menade Janov att all bortträngning är sjuklig. Han var också mycket negativ till all religiös tro.

## Biografi
Arthur Janov växte upp i Boyle Heights i Los Angeles, ett område mest befolkat av mexikaner. Hans föräldrar, Conrad Janov och Anne Coretsky-Janov var ryska invandrare med små ekonomiska resurser. Janov tjänstgjorde inom US Navy under andra världskriget och studerade därefter bland annat psykologi på UCLA. Under 1960-talet praktiserade han dynamisk psykoterapi i Kalifornien tillsammans med sin fru socionomen Vivian Glickenstein.
Vid ett gruppmöte berättade en ung manlig patient om en upplevelse han haft på en teater i Camden town, London. En performance artist, Raphael Montañez Ortiz, hade endast iklädd en stor blöja sprungit runt på scenen och bland publiken skrikandes "mummy, daddy, mummy" och samtidigt kräkts i en plastpåse. Ortiz hade uppmanat publiken att göra detsamma.
Detta kom att bli embryot till boken Primalskriket som utkom i mars 1970. Paret Janov öppnade Primal institutet i Los Angeles och arbetade tillsammans under tio år. Efter att ha haft John Lennon som patient i London och Los Angeles fick primalterapin sitt globala genomslag som kom att locka fler patienter än Janovs kunde ta emot.
1980 gifte Arthur Janov om sig med översättaren France Daunic och öppnade the Janov Primal Center, ett stenkast från the Primal Institute. Under ett par år under 1980-talet fanns även kliniker i New York och Paris.
Arthur och Vivian Janov fick två barn, Ellen (1953–1976) och Rick (född 1957). Arthur och France Janov adopterade en son, Xavier.

## Janov i Sverige
Arthur Janov besökte Sverige vid ett par tillfällen under 1970-talet för att föreläsa och träffa den svenska primalföreningen, bildad 1975 och utgivare av Primalbladet (1975–1979) och därefter Terapeutiskt forum (1980–1983).
Primalterapi – vintern 1977 var en serie i tre delar som spelades in av Sveriges Television TV2. Gerard Röhl manus, Peter Hennix ljud och Gunnar Källström filmfotograf. Förutom intervjuer med Janov, en presentation av primalterapi, så följde programmet skådespelerskan Eva Thomé under hennes vistelse och behandling.
Boken Primalskriket fick stort inflytande över psykoterapin i Sverige och såldes i drygt 40 000 exemplar under de första åren.

## Kända primalterapi-patienter
Bland hans patienter märks John Lennon och Yoko Ono, som gick hos Janov 1970. Primalterapins tankevärld har influerat Lennons första studioinspelade LP sedan han lämnat Beatles: John Lennon/Plastic Ono Band med låtar som Mother, God och My Mummy's Dead.

## Svenska översättningar
- Primalskriket: om primalterapi: en ny metod att bota neuroser (The primal scream) (översättning Philippa Wiking, Wahlström & Widstrand, 1974)
- Primalrevolutionen: för en verklig värld (The primal revolution) (översättning Philippa Wiking, Wahlström & Widstrand, 1975)
- Det kännande barnet (The feeling child) (översättning Synnöve Olsson, Wahlström & Widstrand, 1975)
- Det nya primalskriket: primalterapi 20 år senare (The new primal scream) (översättning Cecilia Wändell, Wahlström & Widstrand, 1992)

## Janov i media
- The Inner Revolution (1971 / 85 min) En personlig redovisning av primalterapi av Gil Toff.
- Primal Therapy: In Search of the Real You (1976 / 19 min) En kanadensisk dokumentär.
- Primalterapi: vintern 1977 (1978 / 130 min) En svensk dokumentär i tre delar av Gerard Röhl.
- Arthur Janov's Primal Therapy (2018 / 45 min) En associativ skildring av Ulf Kjell Gür.